# 2006年冬季残疾人奥林匹克运动会斯洛伐克代表团
2006年冬季残疾人奥林匹克运动会斯洛伐克代表团是斯洛伐克派出的2006年冬季残疾人奥林匹克运动会代表团。获得1枚银牌和1枚铜牌。